# ジェームズ・ウォン (作詞家)
ジェームズ・ウォン（中国語: 黃霑; 英語: James Wong, 1941年3月18日 - 2004年11月24日）は、香港の歌謡曲、映画音楽の作詞家、作曲家、俳優、実業家。

## 経歴
広東省広州生まれ。8歳の時に香港に移住した。この頃クリスチャンに改宗した。
子供の頃からハーモニカバンドに参加したりして、音楽家としてのキャリアを開始する。
香港の名門ラサール大学院を卒業後、香港大学中国文化科に入学して『中国伝統的音楽と現代の音楽との比較論』の研究を一貫して続け、一流の音楽評論家でもあった。そして在学中すでに並行して作詞、作曲家、歌手、演奏者として活躍していた。
本人曰く、「李香蘭のレコーディングにも参加した」経験がある。これは、戦後(1960年代)に香港で録音したリメイク盤のことを指している。
1990年に放映された、自らが司会する香港ATVのバラエティー番組でゲストの小泉今日子を番組中に堂々とナンパしたり、結婚歴5回（内縁関係含む）のプレイボーイぶりを発揮した。
俳優としても『ツイン・ドラゴン』(マーの父親役)や数々の作品で、父親役を数多く演じ、中年のコメディリリーフや悲哀を感じさせる重要な個性派俳優としてお馴染みの存在であった。
ウォンが手掛けた曲は、流行歌、CMソングなど、あまりの数の多さから不明ながら数千曲は下らず、中でも死の直前までの唄う香港の映画俳優のアルバムには、最低でも会社の隔たりなく2曲は彼の作品が収録されていた。
中でも『プロジェクトA』の主題歌は、ラロ・シフリンが作曲した『燃えよドラゴン』と並ぶ、もっとも知られた香港映画の主題歌である。
コピーライター、CMクリエイター、プロデューサーとしても活躍し、マルチクリエイターぶりを遺憾なく発揮。香港は元より世界各国の華人社会で、文字通りオピニオンリーダーとして活躍した。
2004年11月24日、午前0時46分、香港沙田のユニオン（仁安）病院で肺がんのために逝去した。 
63歳の一期であり、仲間たちに迷惑をかけたくないという本人の遺言により、その葬儀は家族たちの密葬で執り行われた。

## 音楽作品 (映画・テレビ主題歌の作詞作曲含む)
- Hotel (1976年)
- 近代豪俠伝 (1976年)
- A House is Not a Home (1977年)
- Vanity Fair (1978年)
- 死亡遊戯 (1978年)
- The Giants (1978年)
- 奮闘 (1978年)
- 天虹 (1979年)
- 抉擇 (1979年)
- 風雲 (1980年)
- The Brothers (1980年)
- Five Easy Pieces (1980年)
- 名剣 (1980年)
- 蜀山奇傅 天空の剣 (1983年　徐克監督)
- プロジェクトA (1983年)
- 晩風 (1984年　徐克監督　『上海ブルース』主題歌)
- 男たちの挽歌 (1986年)
- 阿羅漢 (1986年)
- 男たちの挽歌 II (1987年)
- チャイニーズ・ゴースト・ストーリーシリーズ(1987-89)
- ワンス・アポン・ア・タイム・イン・チャイナ シリーズ (1990年-)
- テラコッタ・ウォリア 秦俑 (1990年)
- 射鵰英雄伝 (1994年)
- 圓月彎刀 (1994年)
- 皇家反千組 (1997年)
- チャウ・シンチーのロイヤル・トランプ(1998年)
- Justice Sung II (1999年)
- Road to Eternity (1999年)
- Better Halves (2003年)